# Bileam

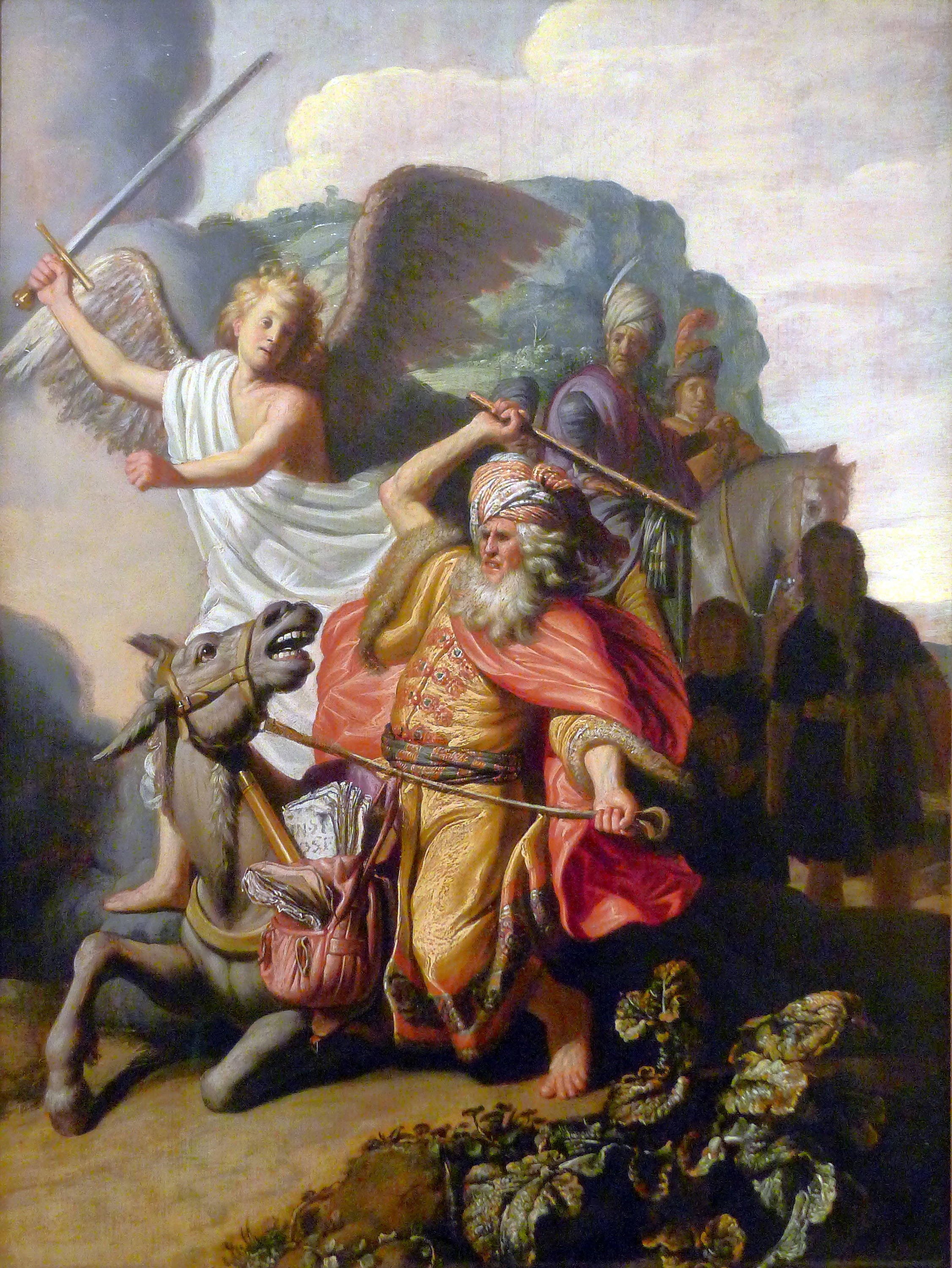
Bileam en zijn ezelin (1626, Rembrandt van Rijn)

Bileam of Balaam (Hebreeuws: בִּלְעָם, een lastige etymologie, mogelijk "Baäl is [mijn] oom", "Amm is beschermheer", "veelvraat", "vernietiger" of "spreker", "heraut", "waarzegger") was volgens Numeri 22:7 in de Hebreeuwse Bijbel een niet-Israëlitische waarzegger (Jozua 13:22) uit de stad Petor in Aram-Naharaim (Deuteronomium 23:5). Hij werd aangeduid als "hij die Gods woorden hoort", kennis heeft van de Allerhoogste en Zijn visioenen ziet (Numeri 24:16) en is in de Hebreeuwse Bijbel de enige buitenlandse vereerder van JHWH, die JHWH expliciet "Mijn God" noemt (Numeri 22:18).

## Bileam in de Hebreeuwse Bijbel
De vertellingen over Bileam in de Hebreeuwse Bijbel worden binnen de documentaire hypothese beschouwd als van de Jahwist en behoren daarmee tot de oudste delen van de Hebreeuwse Bijbel.

### Balaks verzoek

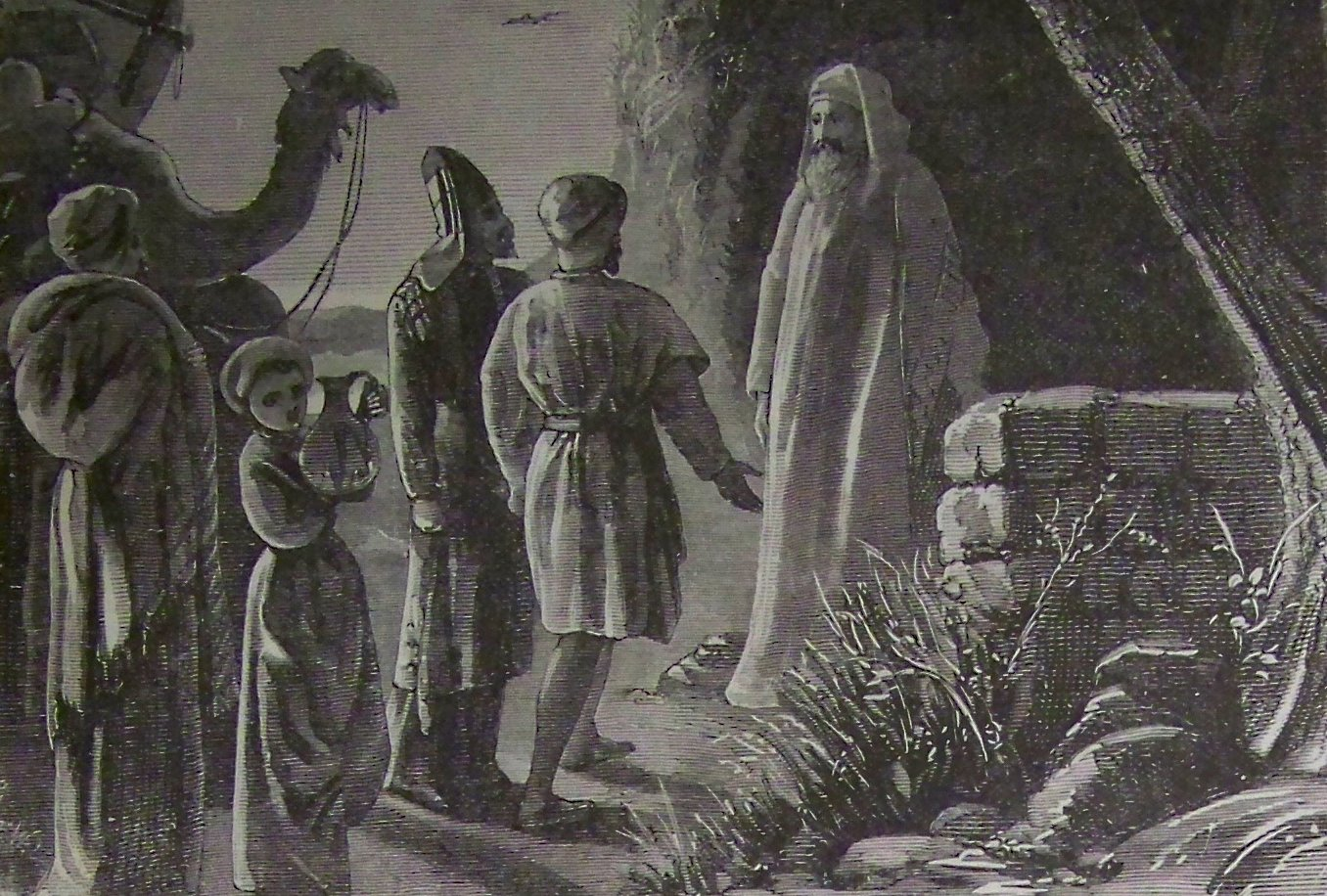
Bileam ontvangt Balaks boodschappers (1890, illustratie uit de Holman Bible)

Balak, de koning van de Moabieten, was bang voor de oprukkende Israëlieten na hun uittocht uit Egypte en stuurde daarom gezanten met geschenken naar Bileam om hem over te halen de Israëlieten te vervloeken en zo hun opmars te stoppen. Bileam raadpleegde God, die hem verbood de Israëlieten te vervloeken. Balak stuurde hierna meer en belangrijkere gezanten. Toen Bileam God opnieuw raadpleegde, gaf Hij toestemming met de gezanten mee te reizen, maar Bileam mocht uitsluitend doen wat Hij zei (Numeri 22:5-20).

### Bileam en de sprekende ezelin
Toen Bileam op zijn ezelin naar de Moabieten ging, versperde Gods engel hem driemaal de weg, met getrokken zwaard in de hand. De ezelin zag de engel en ontweek deze drie keer. De eerste keer liep ze een veld in. De tweede keer was op een smalle weg tussen twee muren in. Toen de ezelin de engel weer probeerde te ontwijken, drukte ze zichzelf tegen de muur, waarbij de voet van Bileam klem kwam te zitten. De derde keer was op een nog smallere weg en ging de ezelin liggen, met Bileam nog op haar rug. Iedere keer sloeg Bileam de ezelin, de laatste keer met een stok. Na de derde keer liet God de ezelin spreken en vroeg zij Bileam waarom hij haar sloeg. Hierna zag Bileam de engel, die tegen Bileam zei dat als de ezelin niet was uitgeweken, hij Bileam zou hebben gedood. Bileam suggereerde dat hij zou terugkeren, maar de engel zei dat hij mocht doorgaan, op voorwaarde dat Bileam alleen zou doen wat de engel hem zou zeggen (Numeri 22:21-35).

### Zegen in plaats van vervloeking
Bileam ontmoette koning Balak aan de oever van de Arnon. De volgende dag brachten zij samen slachtoffers aan God en hoopten slechte voortekens te vinden, zodat Bileam het volk kon vervloeken. Maar hij ontving een boodschap van God om Israël te zegenen. Dit proces herhaalde zich tweemaal: op de top van de berg Pisga en de top van de berg Peor, beide keren met hetzelfde resultaat. Balak werd woedend en stuurde Bileam weg zonder de beloofde geschenken (Numeri 23:1-24:11).

### Baäl van de Peor en dood
Hierna zette Bileam de Israëlieten ertoe aan om omgang te hebben met de Moabieten en Midjanieten en om de Baäl van de Peor te aanbidden (Numeri 31:16). God strafte het volk met een plaag en Israëls leider Mozes liet allen executeren die hadden gezondigd. In totaal stierven er 24.000 Israëlitische mannen (Numeri 25:1-9). Toen de Israëlieten wraak namen op de Midjanieten, werd Bileam gedood (Numeri 31:8).
Bileam werd hierna in de Hebreeuwse Bijbel nog enkele keren genoemd, met altijd als thema de tegenstelling tussen het verzoek van Balak en wat Bileam antwoordde (Jozua 23:9, 10, Micha 6:5).

## Bileam in het Nieuwe Testament
In Judas 11, een betoog dat zich sterk baseert op de Hebreeuwse Bijbel, wordt gewaarschuwd voor tegenstanders binnen de vroege kerk. Bileam wordt hierbij genoemd als voorbeeld van tegenstanders die zich voor geld overgeven aan bedrog. Ook de sterk aan Judas verwante zendbrief 2 Petrus waarschuwt voor interne "dwaalleraren" en trekt daarbij de parallel met de "valse profeten" in de tijd van het volk Israël uit de Hebreeuwse Bijbel. De dwaalleraren in de vroege kerk "hebben de rechte weg verlaten en zijn in de voetsporen getreden van Bileam ... die zich maar al te graag liet betalen voor onrecht. Maar hij werd voor zijn vergrijp terechtgewezen: een stom lastdier, dat met de stem van een mens sprak, maakte een eind aan de waanzin van die profeet" (2 Petrus 2:15,16).
In Openbaring 2:14,15 wordt gezegd dat sommige leden van de kerk van Pergamum vasthielden aan de "leer van Bileam, die Balak liet weten hoe hij voor de Israëlieten een val moest opzetten, waardoor ze heidens offervlees zouden gaan eten en ontucht zouden plegen." Op eenzelfde manier volgden deze leden de leer van de Nikolaïeten. Volgens sommigen was dit een gnostische sekte, volgens anderen waren zij volgelingen van een verder onbekende Nikolaüs. Het kan ook een vermaning zijn te waken voor ontucht in het algemeen, voor seksuele betrekkingen tussen christenen en niet-christenen of voor het eten van offervlees.
Er zijn ook diverse parallellen tussen het verhaal van Bileam en de wijzen uit het oosten die Jezus na zijn geboorte kwamen vereren.

## Buitenbijbelse vermelding
In een inscriptie uit het oostjordaanse Tell Dēr ‘Allā (het Bijbelse Sukkot) wordt gesproken over de ziener Balaam, die spreuken overgedragen kreeg van El, de voorzitter van het Ugaritische pantheon.

## Historiciteit
In 1967 werd een inscriptie gevonden die leek te verwijzen naar Bileam, omdat hij ook "de zoon van Beor" werd genoemd, net als in de Bijbel. "De inhoud van deze tekst heeft niets te maken met het bijbelverhaal in Numeri 22-24." Deze Bileam werd geassocieerd met Ashtar-Chemosh (mogelijk identiek aan Astarte), een god genaamd Shgr en "sjaddayin" (שדין, kennelijk goden en godinnen). De inscriptie is te dateren tot ca. 840–760 v.Chr., dus Bileam moet voor dat tijdvak hebben geleefd als hij een historisch persoon is geweest en deze inscriptie naar hem verwijst.